# Liste der Biografien/Nov
Liste der Biografien |
Portal Biografien |
Personensuche
# |
A |
B |
C |
D |
E |
F |
G |
H |
I |
J |
K |
L |
M |
N |
O |
P |
Q |
R |
S |
T |
U |
V |
W |
X |
Y |
Z |
?
 
Na |
Nb |
Nc |
Nd |
Ne |
Nf |
Ng |
Nh |
Ni |
Nj |
Nk |
Nl |
Nm |
Nn |
No |
Nr |
Ns |
Nt |
Nu |
Nv |
Nw |
Nx |
Ny |
Nz
 
Noa |
Nob |
Noc |
Nod |
Noe |
Nof |
Nog |
Noh |
Noi |
Noj |
Nok |
Nol |
Nom |
Non |
Noo |
Nop |
Nor |
Nos |
Not |
Nou |
Nov |
Now |
Nox |
Noy |
Noz
Die Liste der Biografien führt alle Personen auf, die in der deutschsprachigen Wikipedia einen Artikel haben. Dieses ist eine Teilliste mit 348 Einträgen von Personen, deren Namen mit den Buchstaben „Nov“ beginnt.

## Nov

### Nova
- Nova Ramírez, Juan (1939–2015), dominikanischer Sportjournalist und Rundfunksprecher
- Nova Rocha, Luis Antonio (1943–2013), kolumbianischer Geistlicher, Theologe und Bischof von Facatativá
- Nova, Aldo (* 1956), kanadischer Gitarrist, Keyboarder, Sänger und Produzent
- Nova, Alessandro (* 1954), italienischer Kunsthistoriker
- Nova, Ana (* 1975), deutsche Pornodarstellerin
- Nova, Emilia (* 1995), indonesische Hürdenläuferin
- Nõva, Erika (1905–1987), estnische Architektin
- Nova, Fritz (1915–1995), US-amerikanischer Politikwissenschaftler deutscher Herkunft
- Nova, Heather (* 1967), bermudische MusikerinHeather Nova (* 1967)

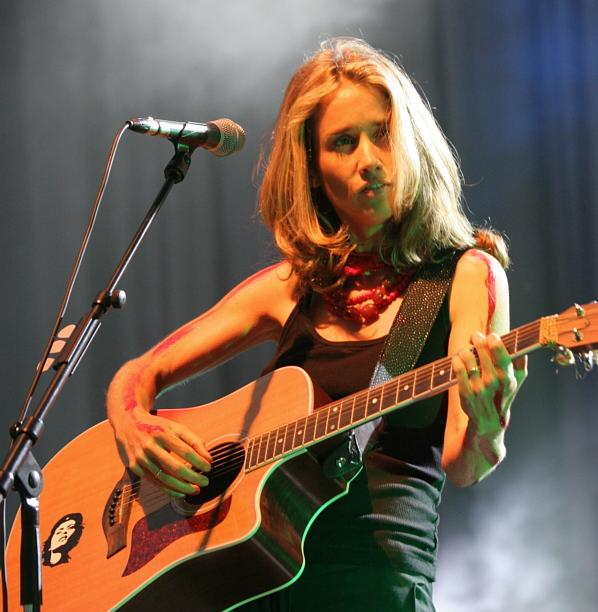
Heather Nova (* 1967)

- Nova, Iván (* 1987), dominikanischer Baseballspieler
- Nova, Jacqueline (1935–1975), kolumbianische Komponistin
- Nova, João da († 1509), galicischer Seefahrer und Entdecker in portugiesischen Diensten
- Nova, Mia, österreichische Geigerin
- Nova, Nikki (* 1972), US-amerikanische Schauspielerin, Stripperin und Fotomodell
- Nova, Nora (1928–2022), deutsch-bulgarische Schlagersängerin
- Nova, Olivia (1997–2018), US-amerikanische Pornodarstellerin
- Nova, Óscar (1930–1985), argentinischer Fußballspieler
- Nova, Sayat (1712–1795), armenischer KünstlerSayat Nova (1712–1795)

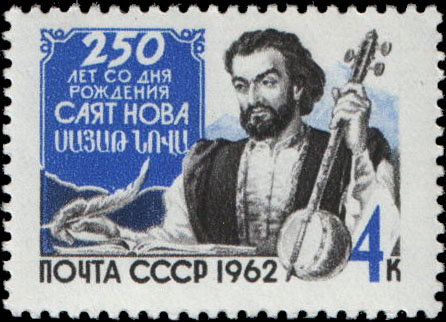
Sayat Nova (1712–1795)

- Nova, Shara (* 1974), US-amerikanische Musikerin und Sängerin
- Nová, Tereza (* 1998), tschechische Skirennläuferin
- Novaa (* 1996), deutsche Sängerin, Songwriterin und Musikproduzentin
- Novac, Alexandru (* 1997), rumänischer Leichtathlet
- Novac, Ana (1929–2010), rumänische Schriftstellerin
- Novacek, Jay (* 1962), US-amerikanischer American-Football-Spieler
- Nováček, Karel (* 1965), tschechischer Tennisspieler
- Nováček, Karl († 1929), tschechischer Cellist, Dirigent und Militärkapellmeister
- Nováček, Martin (1834–1906), tschechischer Komponist, Dirigent, Musikpädagoge und Musiker
- Novacek, Michael J. (* 1948), US-amerikanischer Paläontologe
- Nováček, Ottokar (1866–1900), slowakischer Komponist
- Nováček, Rudolf (1860–1929), tschechischer Komponist und Dirigent
- Nováček, Victor (1875–1914), tschechischer Geiger und Musikpädagoge
- Novačić, Darko (* 1978), kroatischer Fußballspieler
- Novacu, Valeriu (1909–1992), rumänischer Politiker (PCR) und Botschafter
- Novaes, Fernando da Costa (1927–2004), brasilianischer Ornithologe
- Novaes, Guiomar (1896–1979), brasilianische Pianistin
- Novaes, Waldyr Calheiros (1923–2013), brasilianischer Geistlicher, römisch-katholischer Bischof von Barra do Piraí-Volta Redonda
- Novais, Paulo Dias de (1510–1589), portugiesischer Seefahrer und Entdecker
- Novais, Pedro (* 1930), brasilianischer Politiker
- Novak von Arienti, Guido (1859–1928), österreichischer General
- Novak, Alfredo Ernest (1930–2014), US-amerikanischer Ordensgeistlicher, römisch-katholischer Bischof von Paranaguá
- Novak, Anatole (1937–2022), französischer Radrennfahrer
- Novak, Andreas (* 1958), österreichischer Journalist, Dokumentarfilmer und Publizist
- Novák, Arne (1880–1939), tschechischer Literaturhistoriker, Germanist und Bohemist
- Novák, Augustin (1872–1951), tschechoslowakischer Volkswirtschaftler und Finanzminister
- Novak, B. J. (* 1979), US-amerikanischer Schauspieler, Drehbuchautor und Stand-Up ComedianB. J. Novak (* 1979)

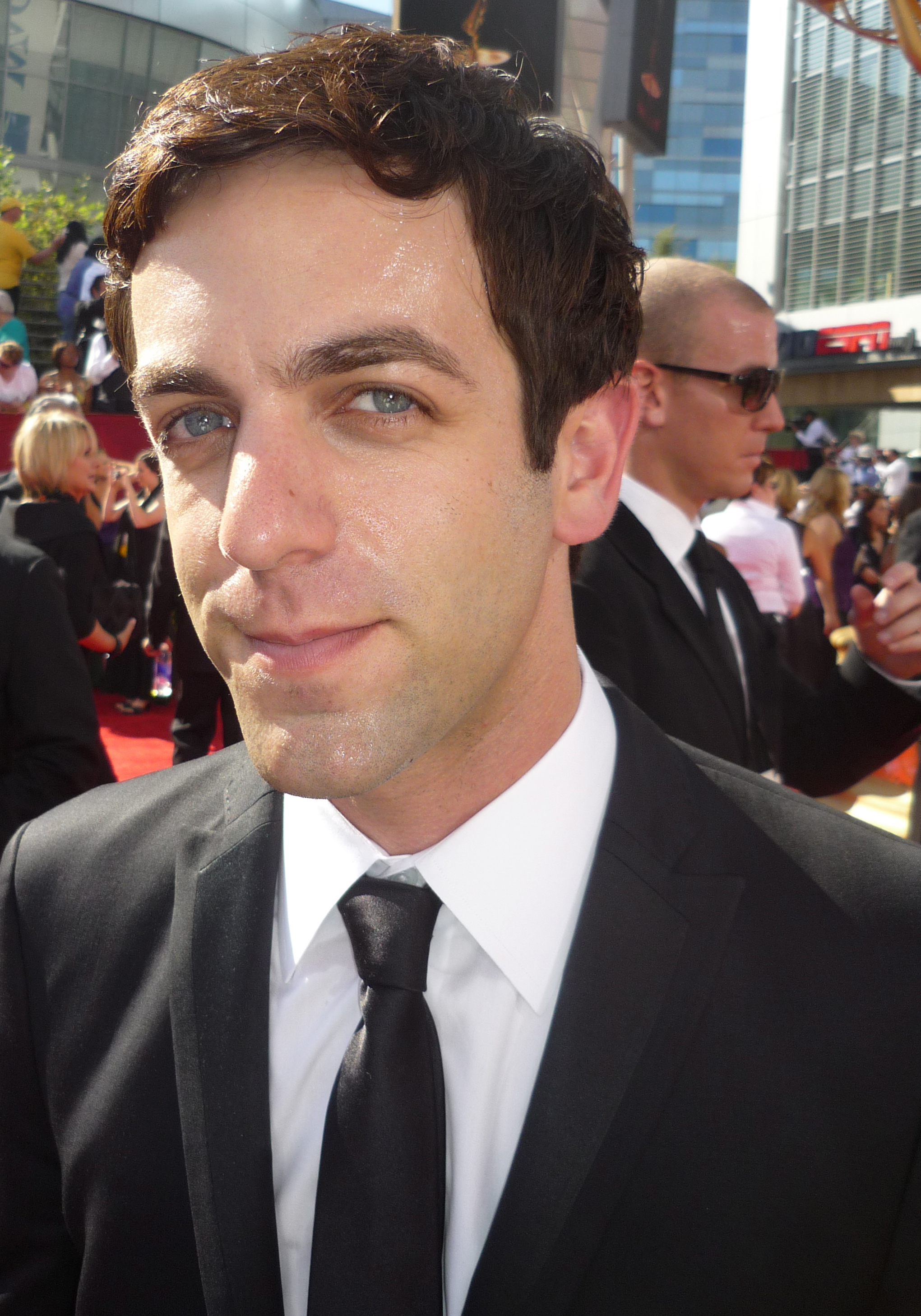
B. J. Novak (* 1979)

- Novak, Barbara (* 1976), österreichische Politikerin (SPÖ), Landtagsabgeordnete und GemeinderätinBarbara Novak (* 1976)

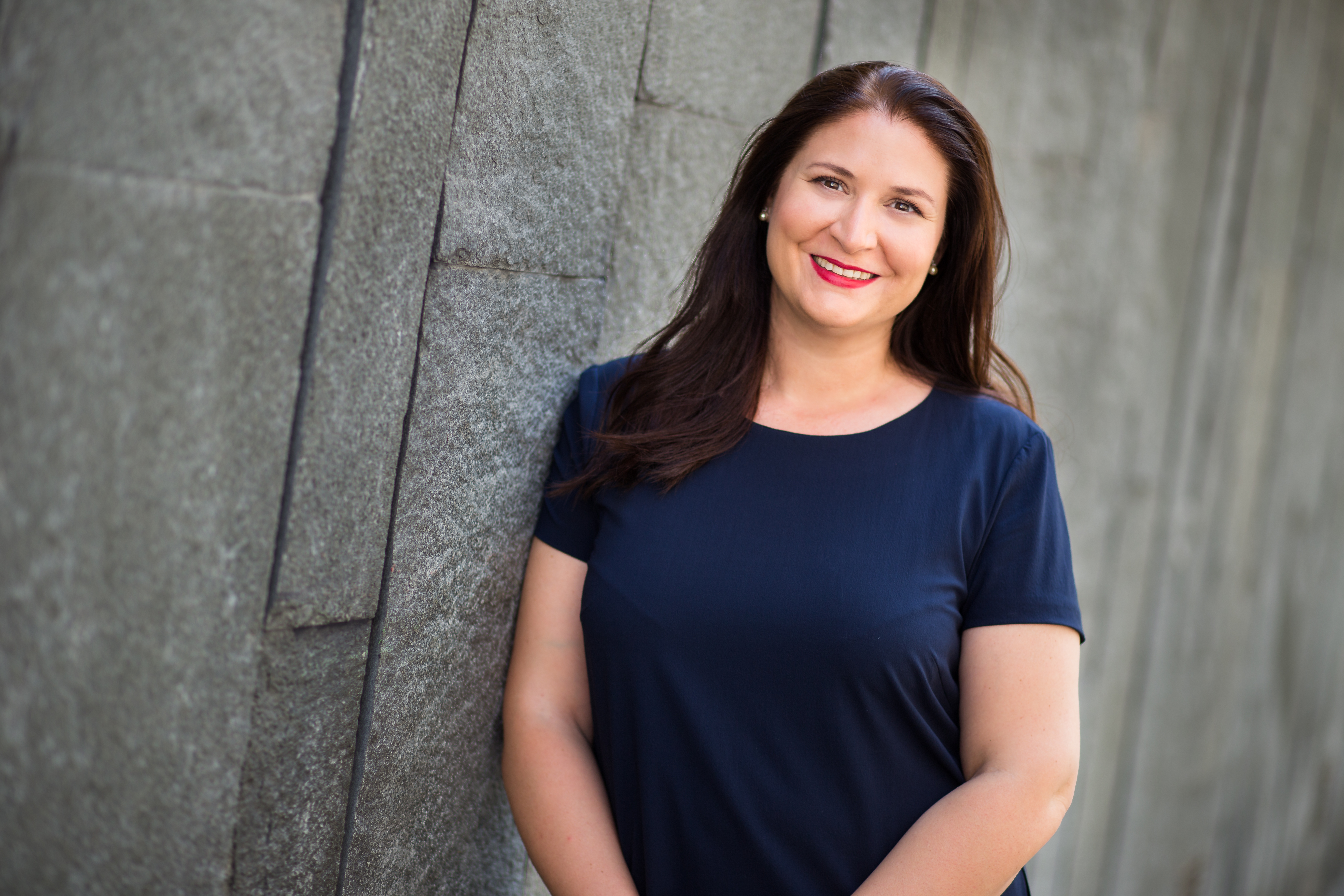
Barbara Novak (* 1976)

- Novák, Bohuslav, tschechoslowakischer Skispringer
- Novak, Boris A. (* 1953), slowenischer Dichter, Dramatiker, Übersetzer und Literaturwissenschaftler
- Novak, Brandon (* 1978), US-amerikanischer Skateboarder
- Novak, Brenda (* 1964), US-amerikanische Schriftstellerin
- Novák, Břetislav (1938–2003), tschechischer Mathematiker
- Novák, Břetislav (* 1956), tschechoslowakischer Skispringer
- Novak, Carl (1866–1929), böhmischer Orgelbauer in Ostpreußen
- Novak, Carol Eduard (* 1976), rumänischer Mountainbike- und Straßenradrennfahrer
- Novak, Dennis (* 1993), österreichischer Tennisspieler
- Novák, Dezső (1939–2014), ungarischer Fußballspieler und -trainer
- Novak, Domen (* 1995), slowenischer Radrennfahrer
- Novak, Domen (* 1998), slowenischer Handballspieler
- Novak, Džoni (* 1969), slowenischer Fußballspieler
- Novák, Eduard (1946–2010), tschechoslowakischer Eishockeyspieler und -trainer
- Novák, Emil (* 1989), tschechischer Snowboarder
- Novak, Erich (* 1953), deutscher Mathematiker und Hochschullehrer
- Novak, Eva (1898–1988), US-amerikanische Schauspielerin
- Novák, Éva (1930–2005), ungarische Schwimmerin
- Novak, Evelin (* 1985), kroatische Opernsängerin in der Stimmlage Sopran
- Novák, Ferenc (* 1969), ungarischer Kanute
- Novák, Filip (* 1982), tschechischer Eishockeyspieler
- Novák, Filip (* 1990), tschechischer Fußballnationalspieler
- Novak, Frank (* 1945), US-amerikanischer Schauspieler
- Novák, František, tschechoslowakischer Skispringer
- Novák, František Antonín (1892–1964), tschechoslowakischer Botaniker
- Novak, Franz (1817–1890), österreichischer Kaufmann und Politiker, Landtagsabgeordneter
- Novak, Franz (1913–1983), österreichischer SS-Hauptsturmführer, in Eichmanns Judenreferat für Transport- und Fahrplanfragen zuständig
- Novak, Gabi (1936–2025), jugoslawische bzw. kroatische Pop- und SchlagersängerinGabi Novak (1936–2025)

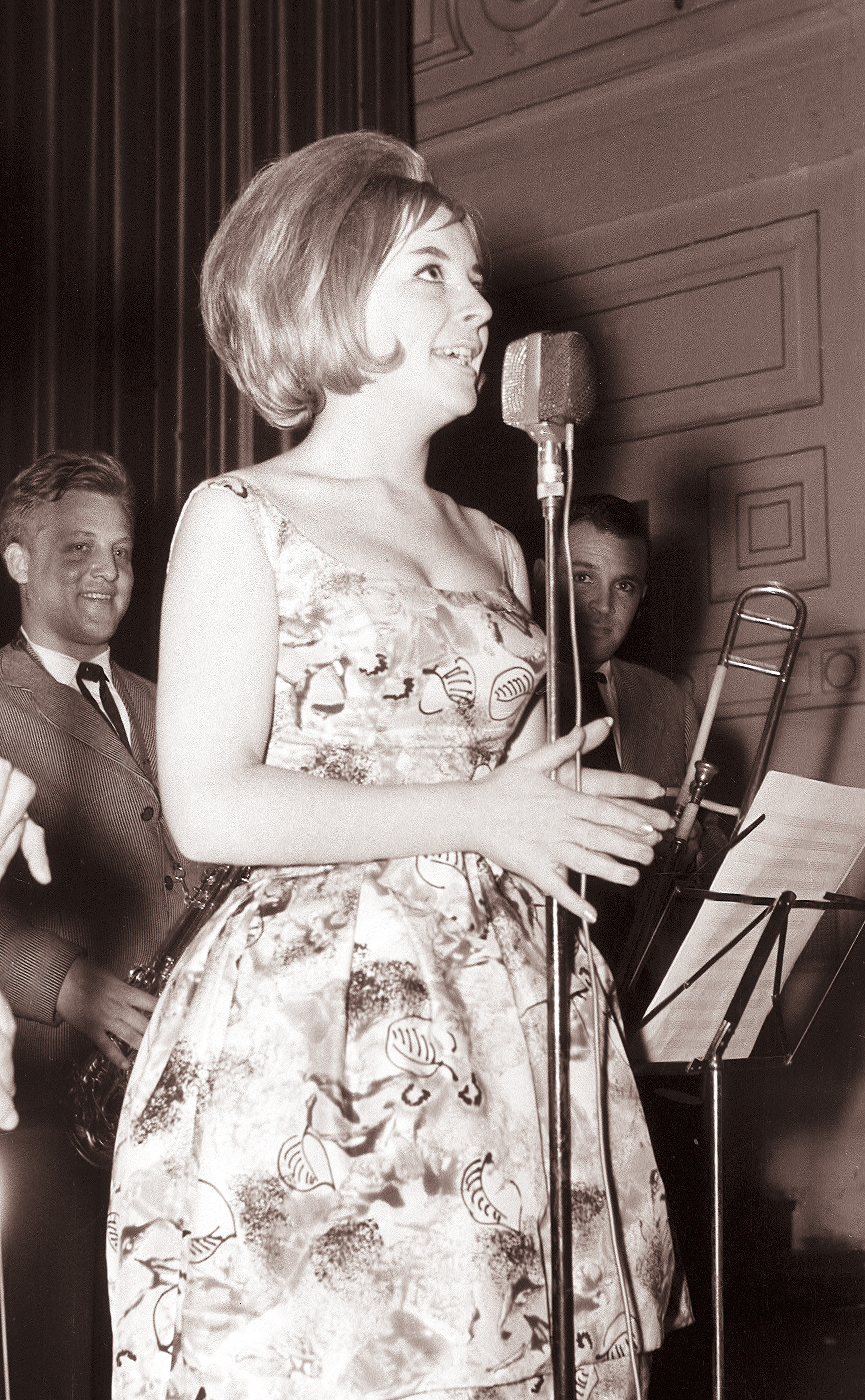
Gabi Novak (1936–2025)

- Novák, Gábor (1934–2021), ungarischer Kanute
- Novak, Gary (* 1969), US-amerikanischer Jazz-Schlagzeuger
- Novak, Günther (* 1955), österreichischer Politiker (SPÖ) und Mitglied des Bundesrates
- Novak, Helga M. (1935–2013), deutsch-isländische Schriftstellerin
- Novák, Ilona (1925–2019), ungarische Schwimmerin
- Novák, Jakub (* 1988), slowakischer Radrennfahrer
- Novák, Jakub (* 1990), tschechischer Radsportler
- Novák, Jan (1921–1984), tschechischer Komponist
- Novák, Jan (* 1979), tschechischer Eishockeyspieler
- Novák, Ján (* 1985), slowakischer Fußballspieler
- Novak, Jane (1896–1990), US-amerikanische Schauspielerin
- Novak, Janez Baptist († 1833), slowenischer Komponist
- Novák, Jiří (* 1950), tschechoslowakischer Eishockeyspieler
- Novák, Jiří (* 1975), tschechischer TennisspielerJiří Novák (* 1975)

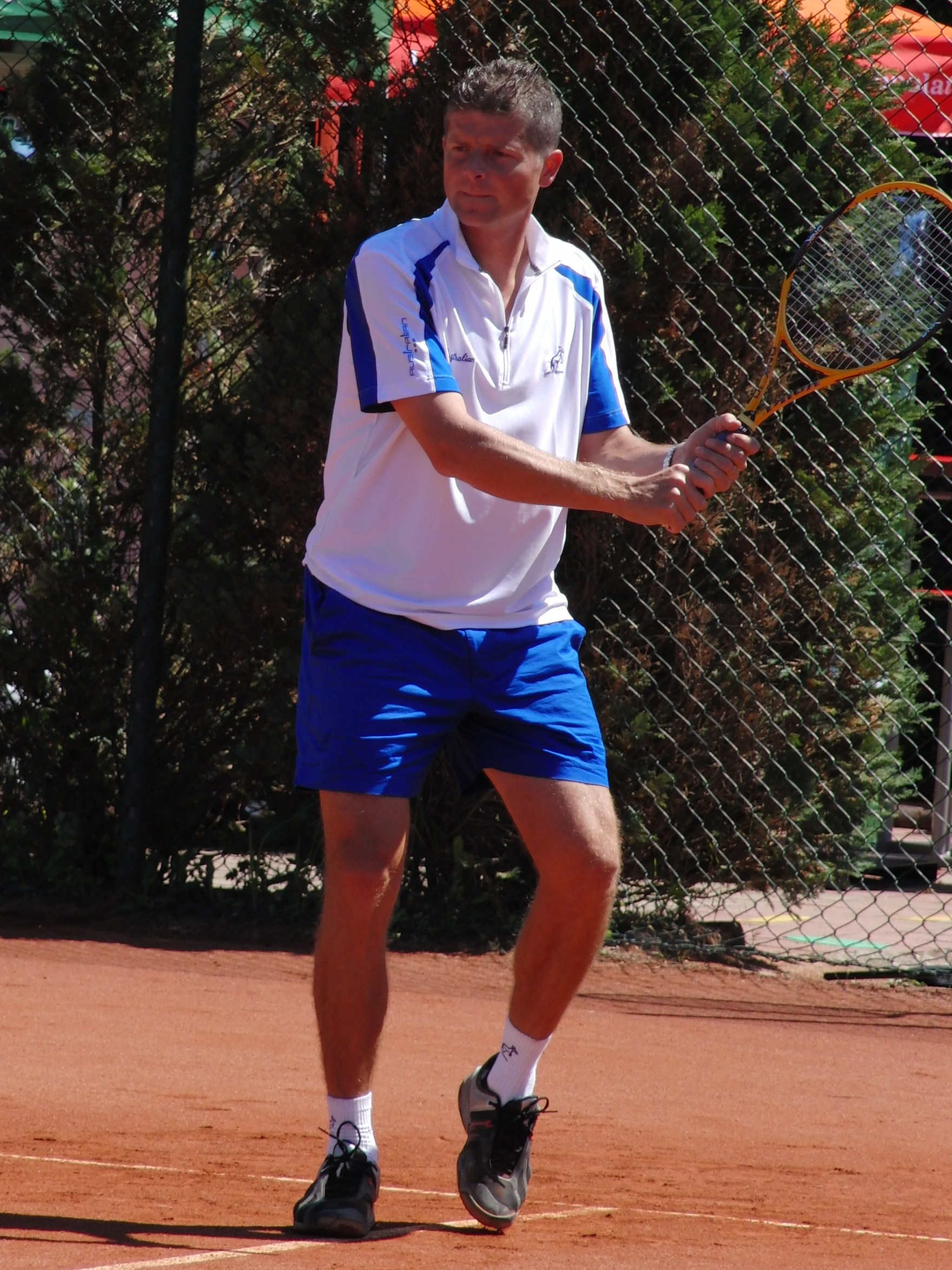
Jiří Novák (* 1975)

- Novák, Jiří Zdeněk (1912–2001), Tschechischer Schriftsteller, Drehbuchautor und Übersetzer
- Novak, Johannes (* 1963), österreichischer Biologe, Pharmazeut und Hochschullehrer
- Novak, Jorge (1928–2001), argentinischer römisch-katholischer Bischof
- Novak, Josef (1820–1878), österreichischer Kaufmann und Politiker, Landtagsabgeordneter
- Novak, Josef (1879–1983), österreichisch-amerikanischer Gynäkologe
- Novak, Josef (1905–1977), österreichischer Politiker (SPÖ), Mitglied des Bundesrates
- Novak, Joseph von (1774–1860), österreichischer Feldmarschallleutnant und Ritter des Militär-Maria-Theresia-Ordens
- Novák, Kamil (* 1967), tschechischer Basketballspieler und -funktionär
- Novak, Karl (1942–2020), österreichischer Bildhauer
- Novák, Katalin (* 1977), ungarische Politikerin (FIDESZ)
- Novak, Kesar, serbischer Caesar (Kesar, Kaisar) am Prespasee unter Stefan Uroš V. und Vukašin Mrnjavčević
- Novak, Kim (* 1933), US-amerikanische FilmschauspielerinKim Novak (* 1933)

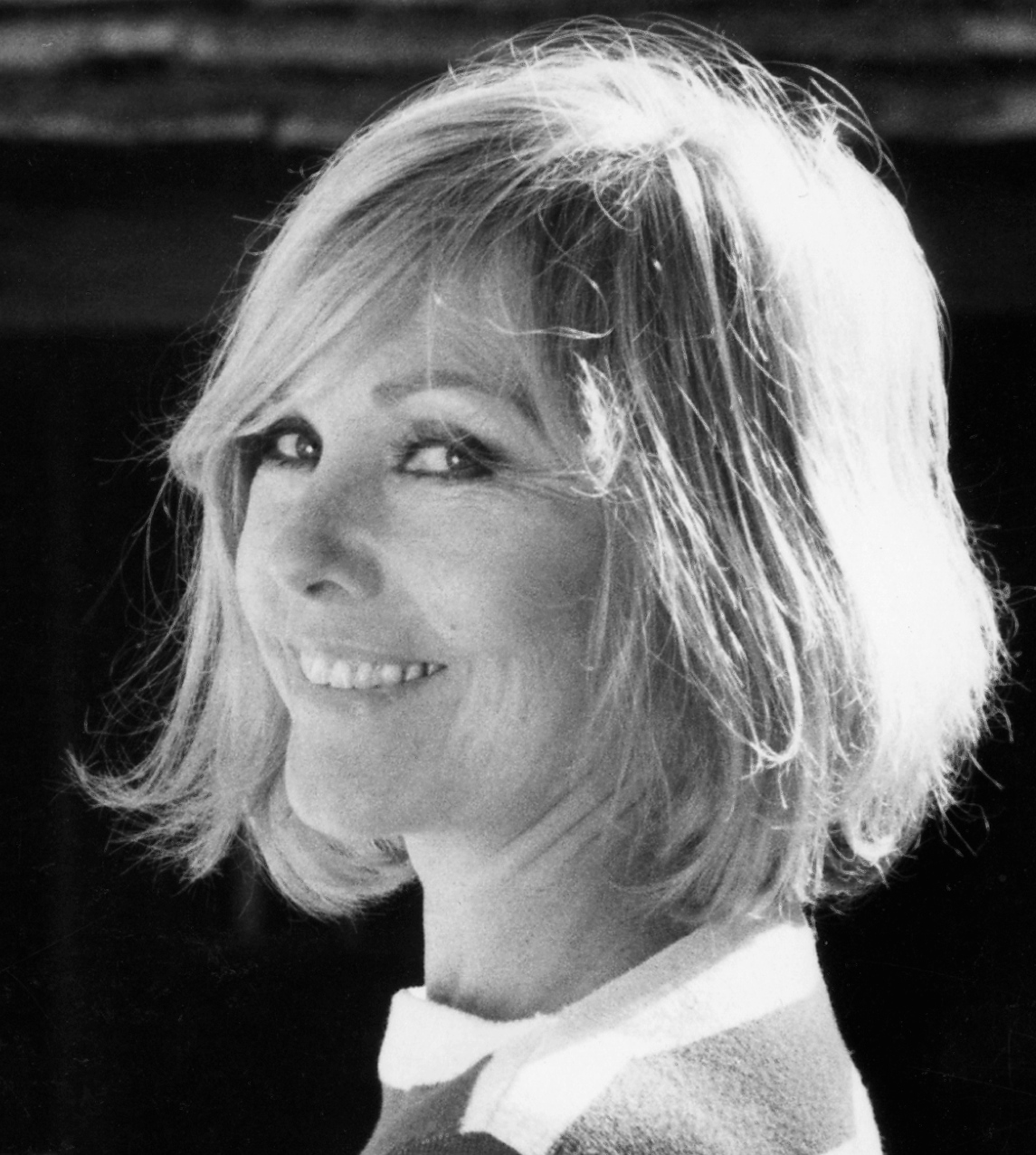
Kim Novak (* 1933)

- Novak, Kristina (* 2000), slowenische Tennisspielerin
- Novak, Kristina Sirum (* 2000), norwegische Handballspielerin
- Novák, Ladislav (1925–1999), tschechischer Surrealist, Zeichner und Autor für Konkrete Poesie und Lautpoesie
- Novák, Ladislav (1931–2011), tschechoslowakischer Fußballspieler und -trainer
- Novák, Ladislav (* 1954), tschechoslowakischer Radrennfahrer
- Novak, Larry (1933–2020), US-amerikanischer Jazzpianist
- Novak, Ljudmila (* 1959), slowenische Politikerin, MdEP und Ministerin
- Novak, Mario (* 1983), kroatischer Eishockeyspieler
- Novák, Martin (* 1992), tschechischer Kugelstoßer
- Novak, Michael (* 1988), kroatisch-liechtensteiner Eishockeyspieler
- Novak, Michael (* 1990), österreichischer Fußballspieler
- Novák, Michal (* 1996), tschechischer Skilangläufer
- Novak, Mirjam (* 1981), deutsche Schauspielerin und Drehbuchautorin kroatisch-deutscher Herkunft
- Novák, Mirko (* 1965), deutsch-slowakischer Vorderasiatischer Archäologe
- Novak, Nina (1923–2022), polnisch-venezolanische Primaballerina, Choreografin, Ballettdirektorin und Tanzlehrerin
- Novak, Oscar (* 2009), britischer Schauspieler
- Novák, Pavel (1944–2009), tschechoslowakischer bzw. tschechischer Sänger
- Novák, Pavel (* 2004), tschechischer Radrennfahrer
- Novák, Pavol (* 1979), slowakischer Biathlet
- Novák, Petr (* 1956), tschechischer Chemiker
- Novák, Petr (* 1982), tschechischer Skilangläufer
- Novak, Ralf (* 1952), deutscher Schauspieler
- Novak, Scott (* 1971), US-amerikanischer Schiedsrichter im American Football
- Novak, Skip (* 1952), amerikanischer Segler, Bergsteiger und Autor
- Novák, Stanislav (1890–1945), tschechischer Geiger
- Novák, Stefan (1879–1932), griechisch-katholischer Bischof von Prešov
- Novak, Steve (* 1983), US-amerikanischer Basketballspieler
- Novak, Steven Armin (* 1996), österreichischer Musicaldarsteller, Sänger, Tänzer und Schauspieler
- Novak, Thomas (1782–1860), österreichischer Unternehmer und Politiker, Landtagsabgeordneter
- Novak, Urban (* 1970), Schweizer Onkologe und Professor
- Novak, Urban (* 1986), slowenischer Bergsteiger
- Novak, Viktor (1889–1977), jugoslawischer Historiker
- Novák, Vítězslav (1870–1949), tschechoslowakischer Komponist und Dirigent
- Novak, Vjenceslav (1859–1905), kroatischer Musikpädagoge, Journalist, Übersetzer und Schriftsteller
- Novák, Vladimír (1904–1986), tschechoslowakischer Skilangläufer
- Novák, Vratislav Karel (1942–2014), tschechischer Bildhauer, Designer und Künstler
- Novak, Werner (* 1951), deutscher Fußballspieler
- Novák, Zdeněk (1891–1988), tschechoslowakischer General und Widerstandskämpfer
- Novakis, Kostas (* 1957), griechischer Musiker und Amateur-Ethnograph
- Novakov, Dusan (* 1970), serbischer Jazzmusiker (Schlagzeug, Perkussion)
- Nováková, Barbora (* 2002), tschechische Skirennläuferin
- Nováková, Jindřiška (1928–1942), tschechische Schülerin
- Nováková, Karolína Lea (* 2004), tschechische Schauspielerin
- Nováková, Marie (1924–2011), tschechoslowakische Schauspielerin
- Nováková, Petra (* 1993), tschechische Skilangläuferin
- Nováková, Teréza (1853–1912), tschechische Schriftstellerin, Vertreterin des Realismus und der Dorfprosa
- Nováková-Dosoudilová, Soňa (* 1975), tschechische Volleyball- und Beachvolleyballspielerin
- Novakovic, Alexander (* 1984), deutscher Beachhandballtrainer
- Novaković, Bojana (* 1981), serbisch-australische SchauspielerinBojana Novaković (* 1981)

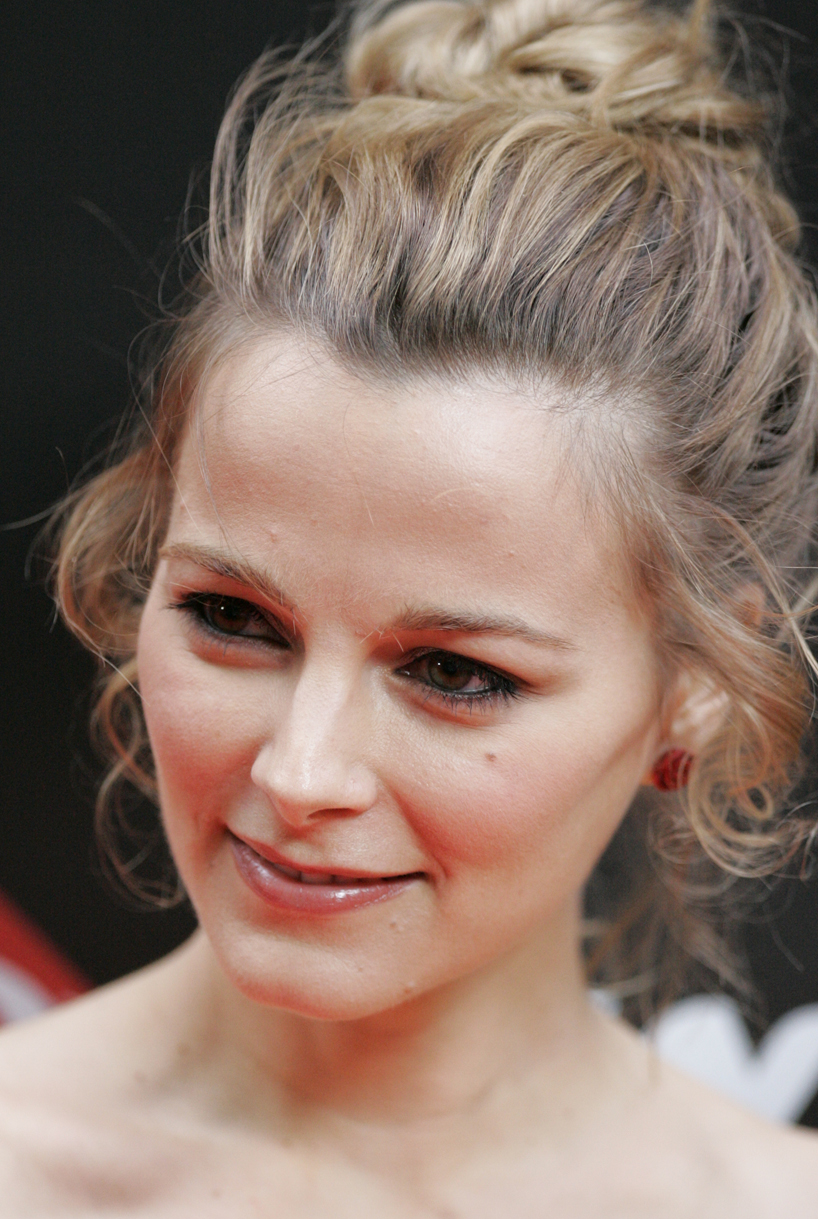
Bojana Novaković (* 1981)

- Novaković, Christine (* 1964), italienische Bankmanagerin
- Novaković, Jelena (* 1996), serbische Volleyballspielerin
- Novaković, Lola (1935–2016), jugoslawische Schlagersängerin und Schauspielerin
- Novaković, Mileta (1878–1940), jugoslawischer Jurist und Hilfsrichter am Ständigen Internationalen Gerichtshof (1931–1936)
- Novakovič, Milivoje (* 1979), slowenischer FußballspielerMilivoje Novakovič (* 1979)

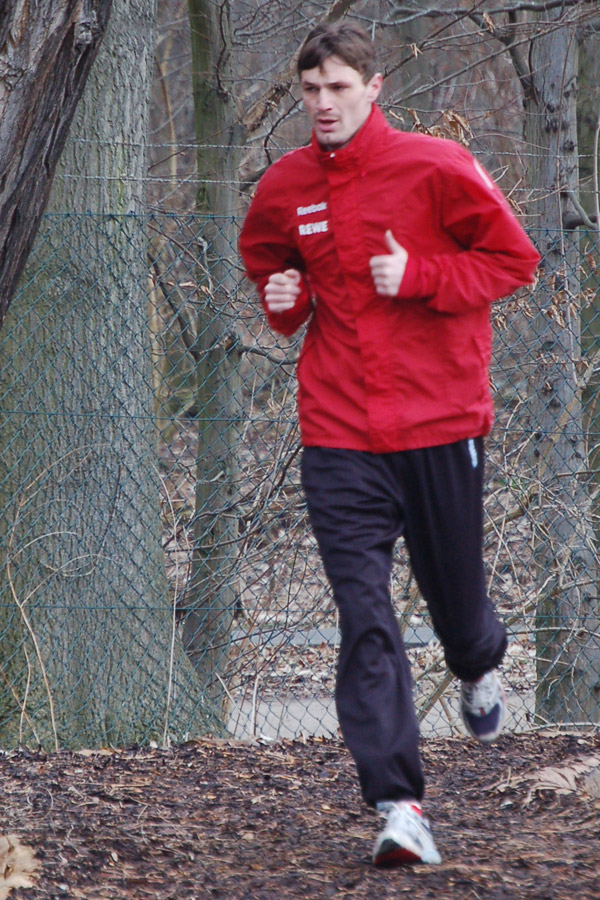
Milivoje Novakovič (* 1979)

- Novaković, Mitar (* 1981), montenegrinischer Fußballspieler
- Novaković, Nebojša (* 1964), bosnischer Fußballspieler
- Novaković, Petar (* 1996), serbischer Eishockeyspieler
- Novakovic, Phebe (* 1957), US-amerikanische Managerin
- Novaković, Radomir (* 2000), deutsch-serbischer Fußballtorhüter
- Novaković, Stojan (1842–1915), serbischer Wissenschaftler und Politiker
- Novaković, Uglješa (* 1995), serbischer Eishockeyspieler
- Novaković-Đurović, Ana (* 1985), montenegrinische Politikwissenschaftlerin und Politikerin
- Novaky, Akos (1951–2022), ungarisch-deutscher Maler, Grafiker und Installationskünstler
- Noval, Benjamín (* 1979), spanischer Radsportler
- Novalak, Clément (* 2000), französisch-schweizerischer Automobilrennfahrer
- Novales, Joseph (1937–1985), französischer Radrennfahrer
- Novalić, Fadil (* 1959), bosnischer Politiker
- Novalis (1772–1801), deutscher Schriftsteller der Frühromantik und PhilosophNovalis (1772–1801)

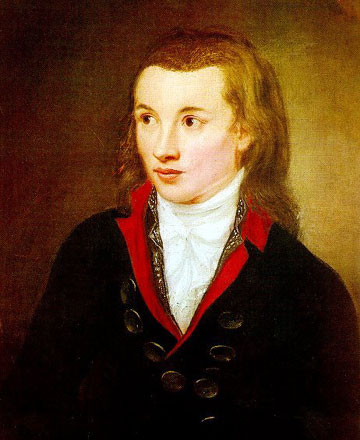
Novalis (1772–1801)

- Novara, Domenico Maria da (1454–1504), Astronom
- Novara, Medea de (1905–2001), mexikanisch-liechtensteinische Film- und Stummfilmschauspielerin
- Novara, Sue (* 1955), US-amerikanische Radrennfahrerin
- Novarese, Aldo (1920–1995), italienischer Schriftendesigner
- Novarese, Vittorio Nino (1907–1983), italienischer Artdirector, Drehbuchautor und Kostümbildner
- Novaresi, Sidney S. (1922–2007), US-amerikanischer Offizier, Generalmajor der US Air Force
- Novarina, Maurice (1907–2002), französischer Architekt
- Novarina, Valère (* 1942), französisch-schweizerischer Schriftsteller, Essayist, Theaterregisseur und Maler
- Novarini, Luigi (* 1594), italienischer Theologe und Schriftsteller
- Novaro, Michele (1818–1885), italienischer Komponist
- Novarro, Chico (1933–2023), argentinischer Singer-Songwriter
- Novarro, Ramón (1899–1968), mexikanisch-amerikanischer Stummfilmschauspieler
- Novas Mateo, Carlos (* 1992), österreichischer Basketballspieler
- Novas, Fernando, argentinischer Paläontologe
- Novati, Francesco (1859–1915), italienischer Romanist und Mediävist
- Novatian, Theologe und Gegenpapst
- Novatus († 151), Heiliger

### Nove
- Nove, Aldo (* 1967), italienischer Schriftsteller
- Novecosky, Peter Wilfred (1945–2024), kanadischer Ordensgeistlicher, Abt von Saint Peter-Muenster
- Novell Gomà, Xavier (* 1969), spanischer Geistlicher und emeritierter römisch-katholischer Bischof von Solsona
- Novella, Agostino (1905–1974), italienischer Politiker (KPI), Mitglied der Camera dei deputati und Gewerkschafter
- Novella, Francisco (1769–1822), spanischer Offizier und Vizekönig von Neuspanien
- Novellas, Isidro (1922–2013), spanischer Schauspieler
- Novelli, Amleto (1885–1924), italienischer Schauspieler
- Novelli, Antonio (1599–1662), italienischer Barockbildhauer
- Novelli, Gastone (1925–1968), italienischer Maler, Grafiker, Keramiker und Kunstdozent
- Novelli, Luca (* 1947), italienischer Schriftsteller
- Novelli, Mario (1940–2016), italienischer Schauspieler
- Novelli, Pietro (1603–1647), sizilianischer Maler und Freskomaler
- Novelli, Pietro Antonio (1568–1625), sizilianischer Maler und Mosaizist
- Novelli, Rosalia (* 1628), sizilianische Malerin
- Novellini, Adriano (* 1948), italienischer Fußballspieler
- Novellino, Walter (* 1953), italienischer Fußballspieler und heutiger Trainer
- Novello Davies, Clara (1861–1943), walisische Gesangslehrerin und Chorleiterin
- Novello, Antonia (* 1944), US-amerikanische Medizinerin, Hochschullehrerin und Surgeon General of the United States
- Novello, Clara (1818–1908), englische Opernsängerin (Sopran) mit italienischen Wurzeln
- Novello, Don (* 1943), US-amerikanischer Schauspieler, Drehbuchautor und Filmproduzent
- Novello, Ivor (1893–1951), britischer EntertainerIvor Novello (1893–1951)

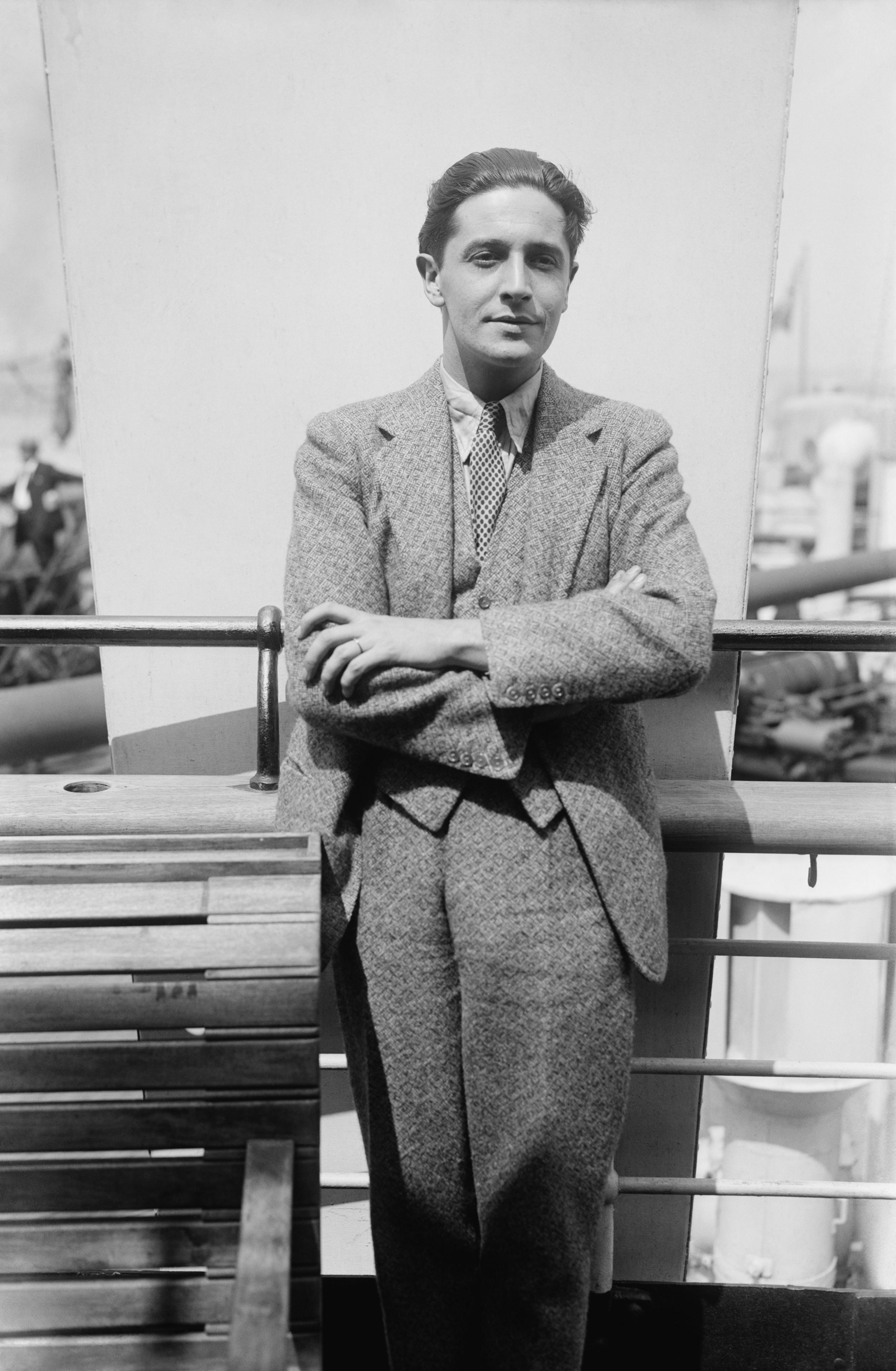
Ivor Novello (1893–1951)

- Novello, Javier, argentinischer Fußballspieler und -trainer
- Novello, Joseph Alfred (1810–1896), britischer Musikverleger
- Novello, Marie (1884–1928), walisische Pianistin
- Novello, Ugo (* 1931), italienischer Filmschaffender
- Novello, Vincent (1781–1861), englischer Musiker und Musikverleger
- Novelly, Martha (1889–1972), deutsche Schauspielerin
- November Wanderin (* 1972), deutsche Regisseurin
- November, Gordon (* 1985), deutscher Liedermacher, Sänger und Pianist
- Novembre, Fabio (* 1966), italienischer Designer und Architekt
- Novembre, Mario (* 2000), deutscher Sänger und SchauspielerMario Novembre (* 2000)

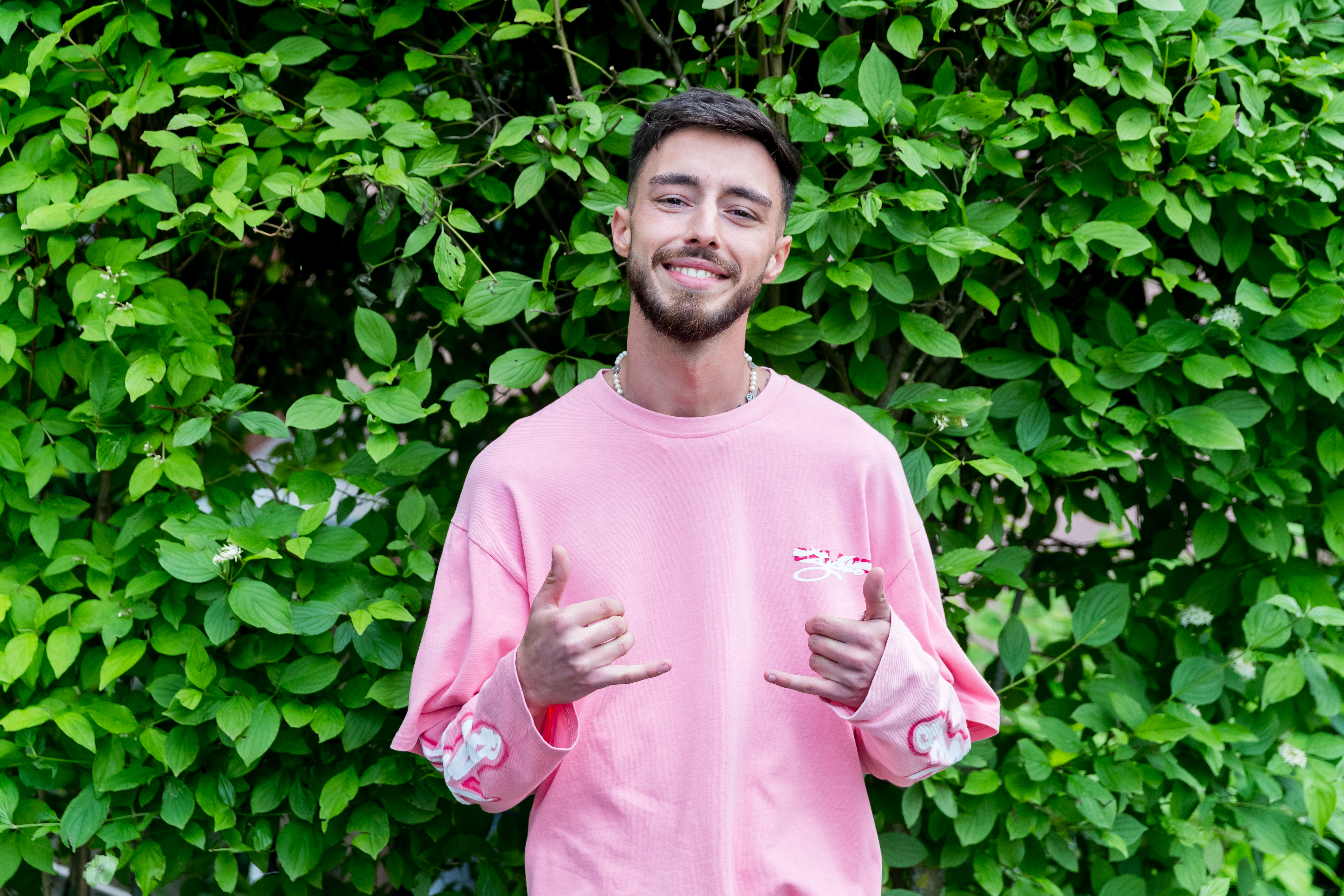
Mario Novembre (* 2000)

- Novembrini, Americo (* 1986), italienischer Radrennfahrer
- Novenianus, Philipp Michel († 1563), deutscher Mediziner und Schriftsteller
- Növényi, Norbert (* 1957), ungarischer Ringer
- Noverraz, Louis (1902–1972), Schweizer Segler
- Noverre, Jean Georges (1727–1810), französischer Tänzer und Choreograph
- Noves, Laura de (1310–1348), Frau des Grafen Hugues II. de Sade
- Noveskey, Matt (* 1976), US-amerikanischer Musiker
- Noveski, Nikolče (* 1979), mazedonischer Fußballspieler

### Novi
- Novi de Caveirac, Jean (1713–1782), französischer ultrakonsevativer Kleriker und Schriftsteller
- Novi, Angelo (1930–1997), italienischer Fotograf
- Novi, Charles (1887–1966), italienisch-US-amerikanischer Artdirector und Szenenbildner
- Novi, Jacques (* 1946), französischer Fußballspieler und -trainer
- Novick, Edward, Tontechniker
- Novick, Héctor († 2012), uruguayischer Basketballspieler und Sportfunktionär
- Novick, Hernán (* 1988), uruguayischer Fußballspieler
- Novick, Irv (1916–2004), US-amerikanischer Comiczeichner
- Novick, Marcel (* 1983), uruguayischer Fußballspieler
- Novick, Mason (* 1974), US-amerikanischer Filmproduzent
- Novick, Peter (1934–2012), US-amerikanischer Historiker
- Novickis, Alfons (1906–1931), lettischer Fußballspieler
- Novickis, Valdas (* 1986), litauischer Handballspieler
- Novickis, Valdemaras (1956–2022), sowjetisch-litauischer Handballspieler und Handballtrainer
- Novik, Aaron (* 1974), US-amerikanischer Jazzmusiker und Komponist
- Novik, Mary (* 1945), kanadische Schriftstellerin
- Novik, Naomi (* 1973), US-amerikanische SchriftstellerinNaomi Novik (* 1973)

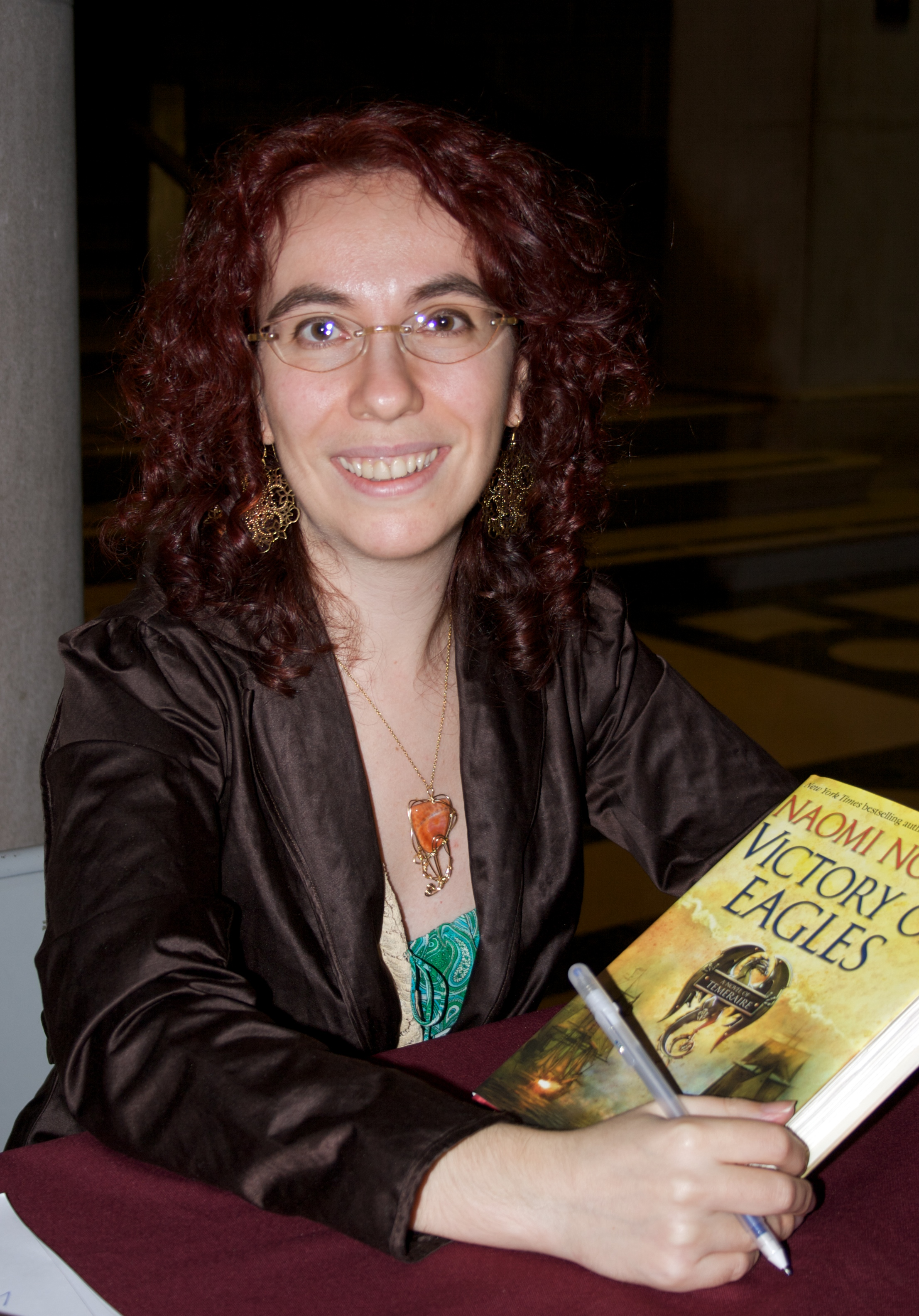
Naomi Novik (* 1973)

- Novikov, Alexander (* 1945), russischer Mathematiker
- Novikov, Daniel (* 1989), estnischer Radrennfahrer
- Novikov, Dennis (* 1993), US-amerikanischer Tennisspieler
- Novikov, Igor (* 1962), US-amerikanischer Schach-Großmeister ukrainischer Herkunft
- Novikov, Jevgeni (* 1980), estnischer Fußballspieler
- Novikov, Sergei (* 1984), estnischer Eishockeyspieler
- Novikovas, Anatolijus (* 1966), litauischer Schachspieler
- Novikovas, Arvydas (* 1990), litauischer Fußballspieler
- Novikovas, Vitalijus (* 1958), litauischer Schachspieler
- Novillo Astrada, Miguel (* 1974), argentinischer Polospieler
- Novillo, Harry (* 1992), französischer Fußballspieler
- Novin, Guity (* 1944), iranisch-kanadische Malerin und Bildhauerin
- Novinić, Enes (* 1985), kroatischer Fußballspieler
- Novios Plautios, antiker praenestinischer Toreut
- Novita, Jo (* 1981), indonesische Badmintonspielerin
- Novius Crispinus Martialis Saturninus, Lucius, römischer Suffektkonsul
- Novius Priscus, Gaius, Konsul 152

### Novk
- Novković, Boris (* 1967), kroatischer Sänger und KomponistBoris Novković (* 1967)

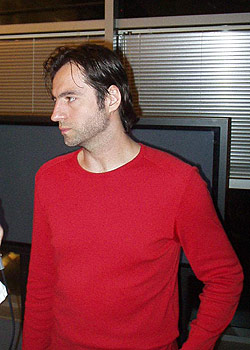
Boris Novković (* 1967)

- Novković, Mile (* 1950), jugoslawischer Fußballspieler

### Novl
- Novlud, Jaromír, tschechoslowakischer Skispringer

### Novo
- Novo, Álvaro (* 1978), spanischer Fußballspieler
- Novo, Ferruccio (1897–1974), italienischer Fußballtrainer und -funktionär
- Novo, Juan José (1922–2001), argentinischer Fußballspieler
- Novo, Leonardo, uruguayischer Fußballspieler
- Novo, Luís (* 1970), portugiesischer Marathonläufer
- Novo, Nacho (* 1979), spanischer Fußballspieler
- Novo, Olga (* 1975), spanische Autorin
- Novo, Salvador (1904–1974), mexikanischer Autor
- Novo, Stefano (* 1862), italienischer Maler
- Novoa de Agustini, Carlos Alberto (* 1966), argentinischer Ordensgeistlicher
- Novoa, Diego Antonio, argentinischer Biathlet
- Novoa, Hugo (* 2003), spanischer Fußballspieler
- Novoa, José Ramón (* 1954), venezolanischer Filmeditor, Filmproduzent und Filmregisseur
- Nóvoa, Leopoldo (1919–2012), spanisch-uruguayischer Künstler
- Novoa, Nelia (* 1992), deutsche Schauspielerin
- Novoa, Oswaldo (* 1982), mexikanischer Boxer
- Novodomsky, Jochen (* 1968), deutscher Fußballspieler
- Novogratz, Wolfgang (* 1997), US-amerikanischer Schauspieler
- Novohradsky, Julia (* 2001), österreichische Schauspielerin
- Novomeský, Ladislav (1904–1976), slowakischer kommunistischer Politiker, Dichter und Publizist
- Novopaschenny, Peter (1881–1950), russisch-deutscher Kryptoanalytiker
- Novorolsky, Rob (* 1984), US-amerikanischer Trainer
- Novosad, Anton (* 1954), slowakischer Radrennfahrer
- Novosel, Luka (* 1983), kroatischer Eishockeyspieler
- Novosel, Steve (* 1940), US-amerikanischer Jazzmusiker (Kontrabass)
- Novoselac, Jelena (* 1990), serbische Biathletin und Triathletin
- Novoselec, Alen (* 1969), kroatischer Hochschullehrer, Bildhauer und Restaurator
- Novoselic, Krist (* 1965), US-amerikanischer MusikerKrist Novoselic (* 1965)

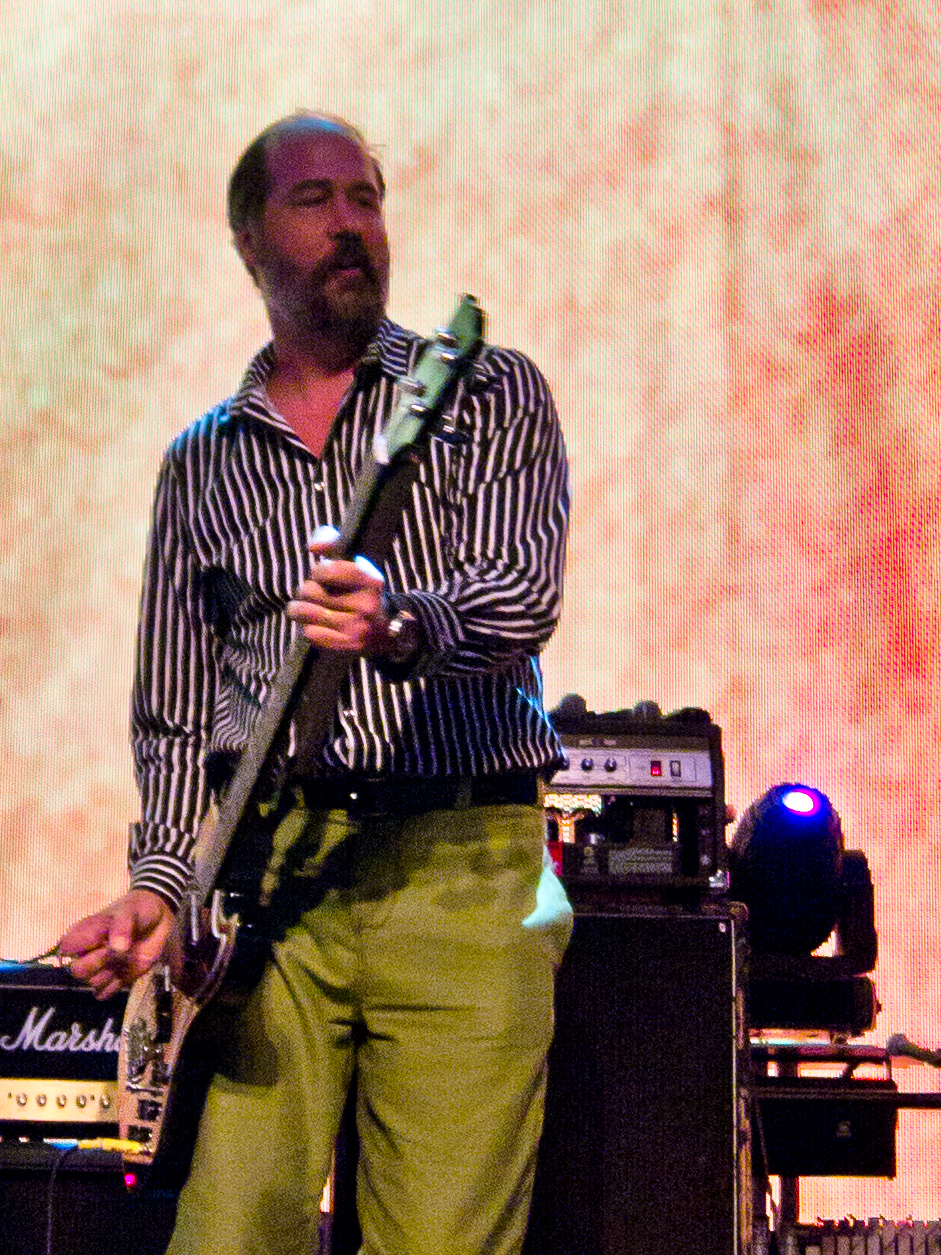
Krist Novoselic (* 1965)

- Novoselić, Sofija (* 1990), kroatische Skirennläuferin
- Novoselov, Konstantin (* 1974), russisch-britischer Physiker, Nobelpreisträger für Physik 2010
- Novoselskis, Aleksejus (* 1985), litauischer Skilangläufer
- Novosjolov, Nikolai (* 1980), estnischer Degenfechter
- Novota, Ján (* 1983), slowakischer Fußballspieler
- Novothny, Soma (* 1994), ungarischer Fußballspieler
- Novotná, Jana (1968–2017), tschechoslowakische bzw. tschechische Tennisspielerin
- Novotná, Jarmila (1907–1994), tschechische Opernsängerin (Sopran) und Schauspielerin
- Novotná, Kateřina (* 1984), tschechische Shorttrackerin und Eisschnellläuferin
- Novotná, Martina (* 1979), tschechische Volleyballspielerin
- Novotná, Petra (* 1981), tschechische Volleyball- und Beachvolleyballspielerin
- Novotná, Sabrina (* 2000), tschechische Handballspielerin
- Novotny, Alexander (1906–1986), österreichischer Historiker
- Novotný, Antonín (1900–1962), tschechoslowakischer Wasserballspieler
- Novotný, Antonín (1904–1975), tschechoslowakischer Politiker, Präsident der ČSSR (1957–1968)Antonín Novotný (1904–1975)

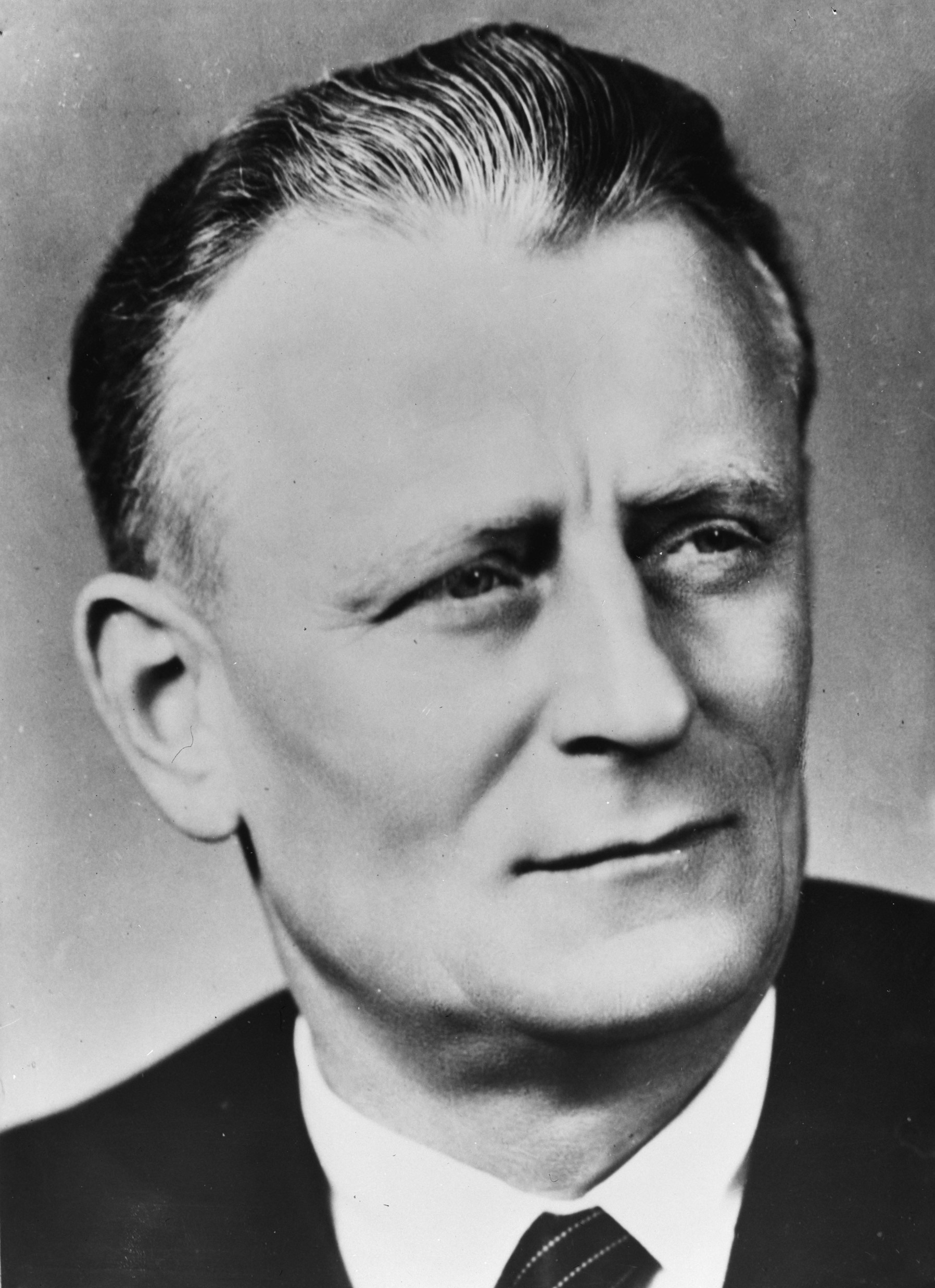
Antonín Novotný (1904–1975)

- Novotný, Filip (* 2007), tschechischer Motorradrennfahrer
- Novotny, Frank (1905–1973), deutscher Manager
- Novotný, František, tschechoslowakischer Skispringer
- Novotny, Franz (1748–1806), rumäniendeutscher Kirchenmusiker und Komponist
- Novotny, Franz (* 1949), österreichischer Autor, Regisseur und Produzent
- Novotny, Fritz (1903–1983), österreichischer Kunsthistoriker
- Novotny, Fritz (1929–2018), deutscher Architekt und Stadtplaner
- Novotny, Fritz (1940–2019), österreichischer Jazzmusiker und Komponist
- Novotný, Jiří (* 1970), tschechischer Fußballspieler
- Novotný, Jiří (* 1979), tschechischer Handballschiedsrichter
- Novotný, Jiří (* 1983), tschechischer Eishockeyspieler
- Novotný, Jiří Datel (1944–2017), tschechischer Schauspieler und Dokumentarfilmer
- Novotny, Josef (* 1963), österreichischer Musiker (Jazz, Neue Musik)
- Novotný, Michal (* 1981), tschechischer Snowboarder
- Novotny, Milan (* 1955), tschechisch-schweizerischer Musikpädagoge, Komponist und Akkordeonist
- Novotný, Pavel (* 1973), tschechischer Fußballspieler
- Novotný, Pavel (* 1977), tschechischer Pornodarsteller
- Novotný, Petr (* 1947), tschechischer Moderator, Humorist, Schauspieler und Drehbuchautor
- Novotný, René (* 1963), tschechischer Eiskunstläufer
- Novotný, Štěpán (* 1990), tschechischer Eishockeyspieler
- Novotny, Theodor (1860–1942), österreichischer Schiffsingenieur
- Novotny, Timo (* 1973), österreichischer Künstler
- Novotny, Tuva (* 1979), schwedische Schauspielerin, Regisseurin und SängerinTuva Novotny (* 1979)

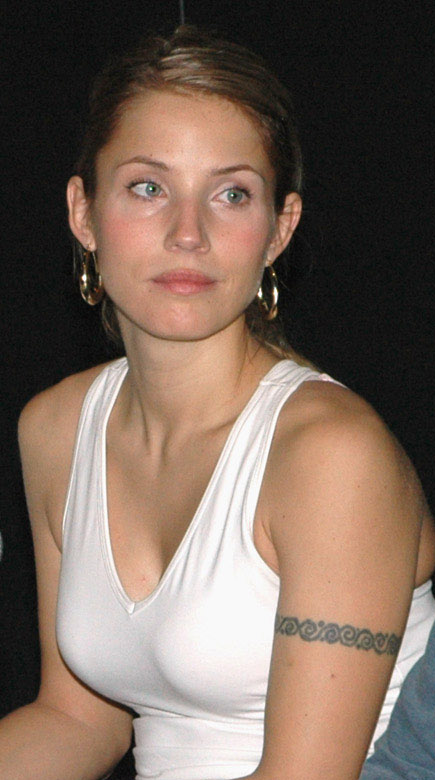
Tuva Novotny (* 1979)

- Novotný, Václav Juda (1849–1922), tschechischer Komponist, Musikschriftsteller und Musikkritiker

### Novr
- Novros, David (* 1941), US-amerikanischer Maler
- Novros, Lester (1909–2000), US-amerikanischer Filmproduzent, Animator und Dokumentarfilmer
- Novruzov, Teymur bəy (1880–1961), aserbaidschanischer Militärkommandeur, Oberstleutnant der kaiserlich-russischen Armee und Generalmajor der Streitkräfte der Demokratischen Republik Aserbaidschan

### Novs
- Novšak, Albin (1915–1992), jugoslawischer Skispringer

### Novy
- Novy, Erich (1937–2016), deutscher Eishockeyspieler
- Novy, Franz (1900–1949), österreichischer Politiker (SPÖ) und amtsführender Stadtrat in Wien
- Novy, Helmut (* 1944), deutscher Eishockeyspieler (DDR)
- Nový, Karel (1890–1980), tschechischer Schriftsteller und Journalist
- Novy, Karel (* 1980), Schweizer Schwimmer
- Novy, Klaus (1944–1991), österreichischer Hochschullehrer für Architektur und Publizist
- Novy, Lili (1885–1958), deutsch-slowenische Lyrikerin und Übersetzerin
- Nový, Lukáš (* 1990), tschechischer Fußballspieler
- Nový, Milan (* 1951), tschechoslowakischer Eishockeyspieler
- Novy, Mischa (1914–1963), Violinist
- Nový, Oldřich (1899–1983), tschechischer Schauspieler
- Nový, Pavel (* 1948), tschechischer Schauspieler
- Nový, Richard (* 1937), tschechoslowakischer Ruderer
- Novy, Tom (* 1970), deutscher House-DJ und -ProduzentTom Novy (* 1970)

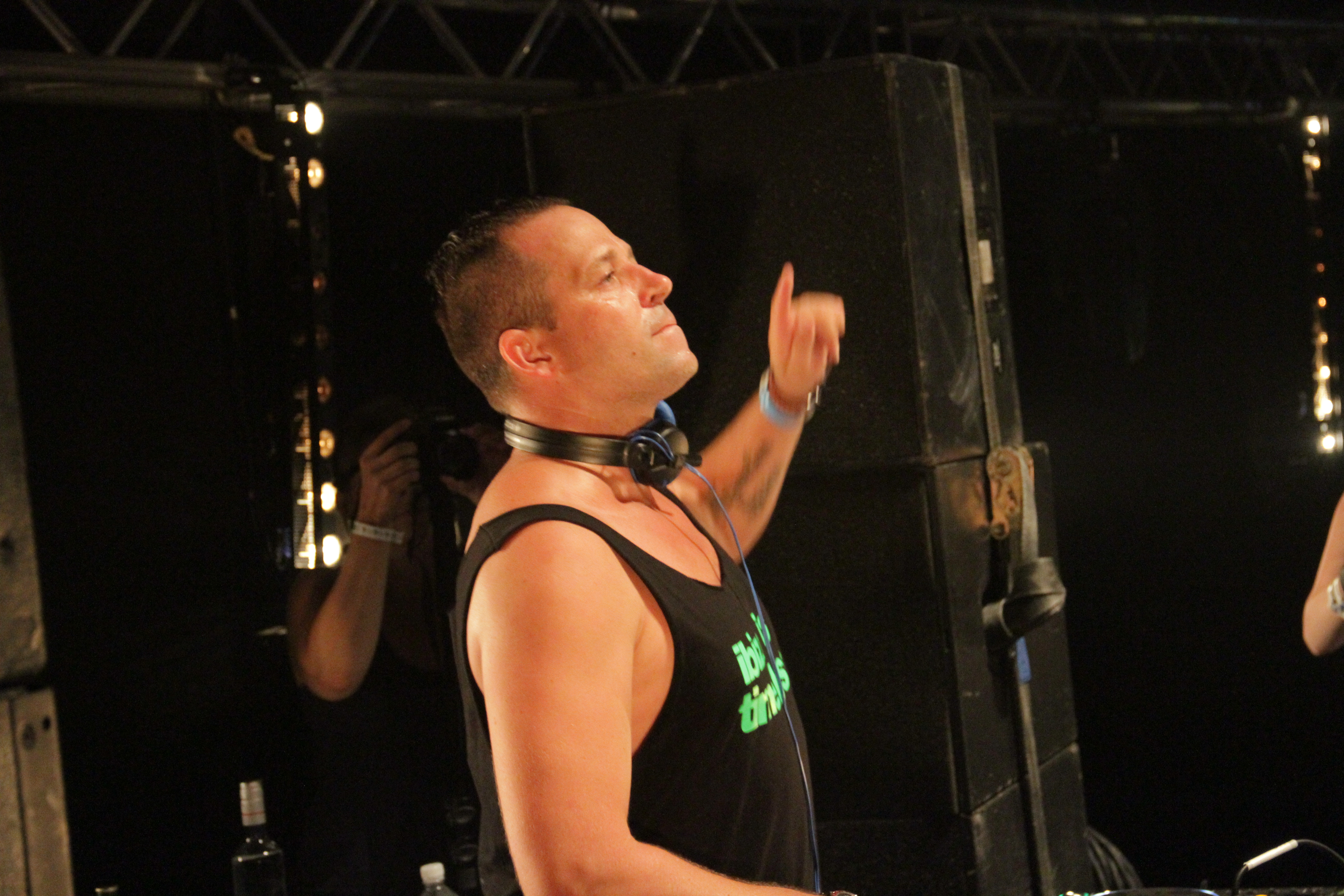
Tom Novy (* 1970)

- Nový, Václav, böhmischer Leichtathlet
- Novy, Wilhelm (1892–1978), tschechoslowakischer Politiker